# Tama Drums
Tama Drums — один из ведущих в мире производителей ударных установок и сопутствующего оборудования, и соответственно известная торговая марка TAMA®.

## История компании

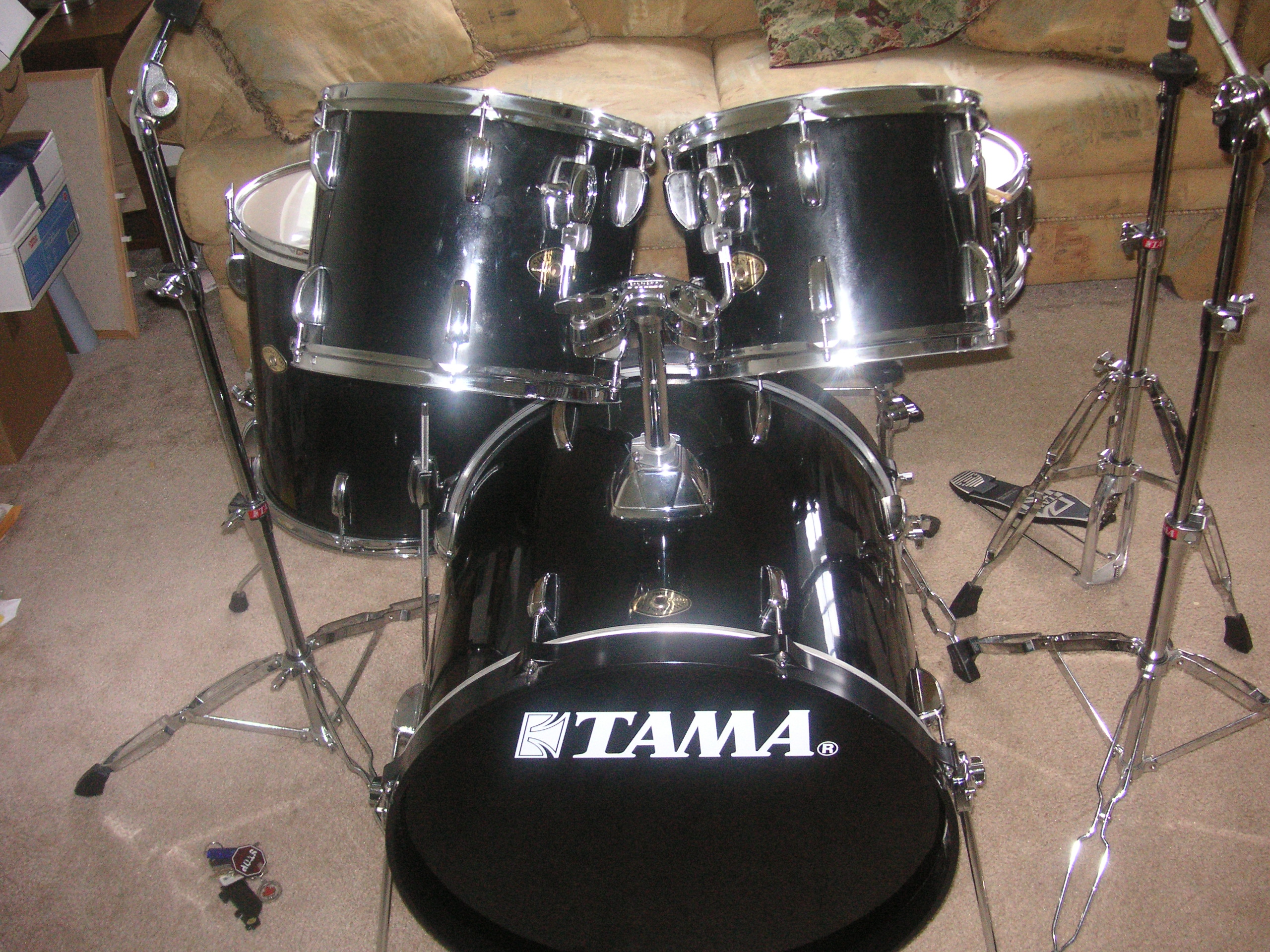
Ударная установка TAMA

В 1965 году японская компания Хосино Гакки  (Hoshino Gakki) (яп. 星野楽器, в переводе Музыкальные инструменты Хосино), производитель в том числе музыкальных инструментов под торговой маркой Ibanez, начала производство недорогих и непрофессиональных ударных установок под маркой Star. Производство установок было развёрнуто в дочерней компании Tama Seisakusho, которая с 1962 года производила музыкальное оборудование (гитары и усилители) под маркой Ibanez. В 1966 году производство гитар и усилителей было передано в другое подразделение Хосино Гакки, а Tama сосредоточилась на производстве ударных установок. В рамках линейки установок Star был налажен выпуск моделей Imperialstar, Royalstar и Swingstar, две первые из которых были выброшены в США и потеснили там на рынке бюджетные модели более дорогих компаний, типа Ludwig.
В 1974 году Юнпей Хосино, владелец компании, принял решение сосредоточить усилия уже на профессиональном оборудовании, и с этого года появилась торговая марка TAMA®. Тама — это имя жены владельца компании, в переводе на русский язык означает «драгоценный камень».
В 1977 году компания Tama Drums, вместе с компанией Drum Workshop приобрели Camco Drum Company, при этом Drum Workshop получила всё оборудование, а Tama — торговую марку, документацию, патенты и все технологические разработки. На тот момент времени под торговой маркой Camco производились наилучшие педали для барабанов, и руководство Tama, при помощи инженеров из Camco решило сконцентрироваться на выпуске высококачественных профессиональных педалей, а ударные установки производить для начинающих, в низком ценовом уровне. Однако качество даже малобюджетных выпускаемых установок оказалось таким, что их, ввиду низкой стоимости, начали предпочитать и профессионалы.

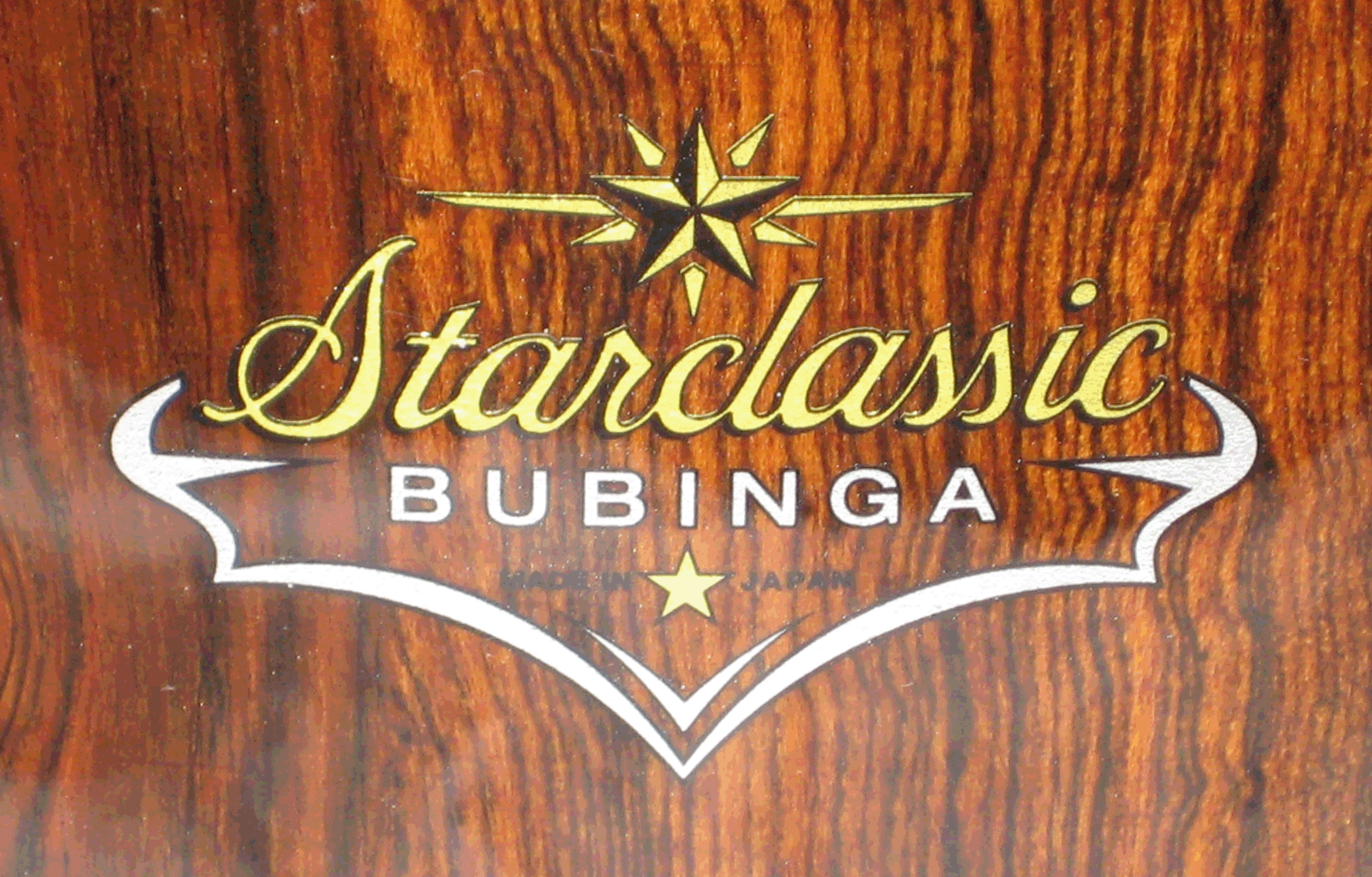
Starclassic Bubinga

С тех пор Tama Drums разработала и выпустила много линеек ударных установок: Artstar, Crestar, Fibrestar, Granstar, Stagestar.. Особняком среди ударных установок стоят серия высококачественных профессиональных установок Starclassic, получившая признание в среде барабанщиков, исполняющих «тяжёлую» музыку Rockstar, и электронные ударные Techstar, производимые с 1984 года.
Таma первой представила на рынке инновации, которые стали стандартом в настоящее время, например трёхногие стойки, стойки типа «журавль», мелодичные томы Octaban, гонг бас-барабан, складывающиеся верхушки стоек, X-хэт, добавочный к закрытому хай-хэту.
На настоящий момент производство барабанов Tama сосредоточено в двух местах: в Японии, в городе Сето производятся высокопрофессиональные установки серий Starclassic Maple и Starclassic Performer Birch, ограниченную серию Exotix и деревянные малые барабаны. Остальная продукция компании производится на открытом в 2004 году заводе в Гуанчжоу.

## Известные музыканты, использующие Tama

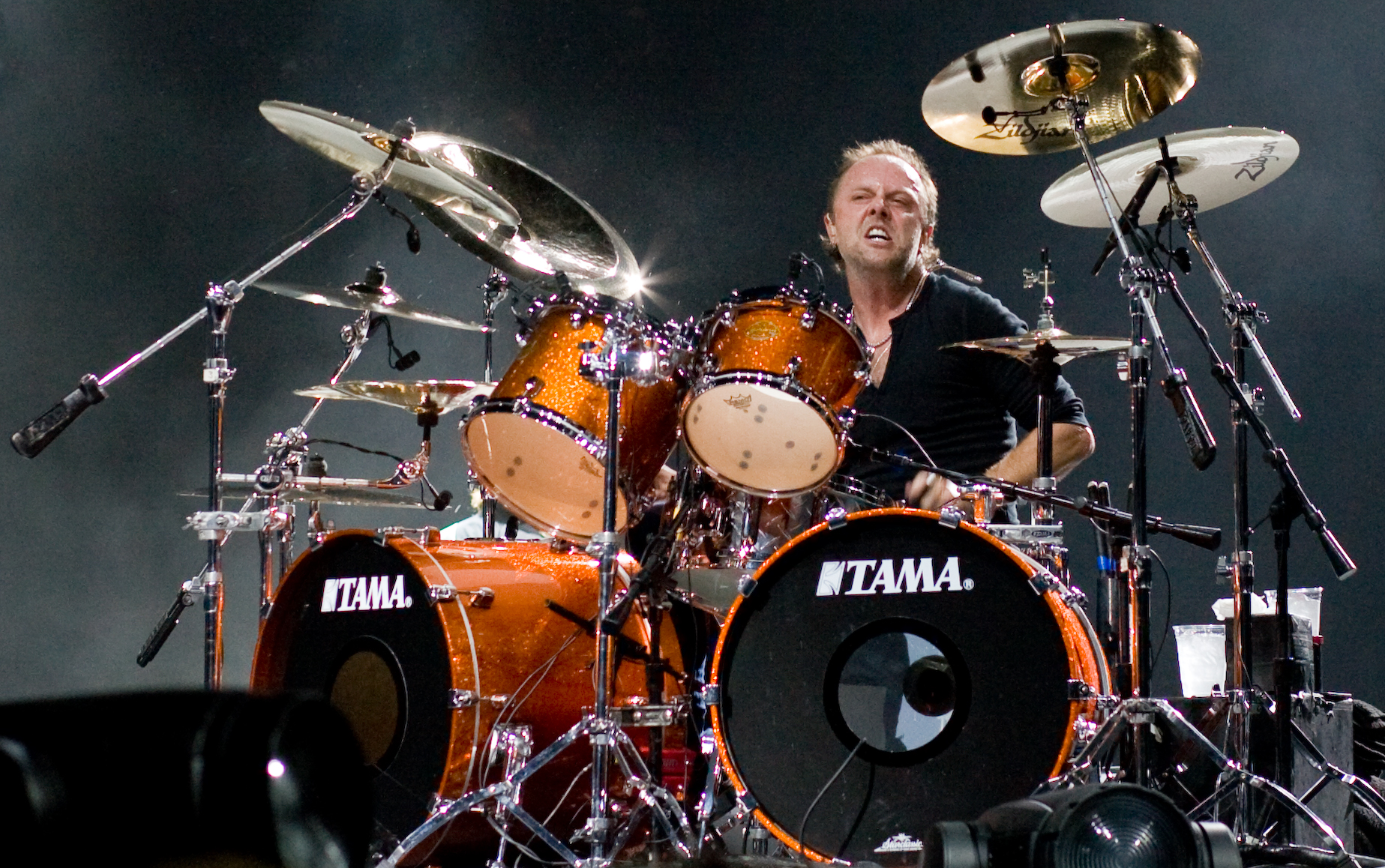
Ларс Ульрих из группы «Metallica» за ударной установкой Tama

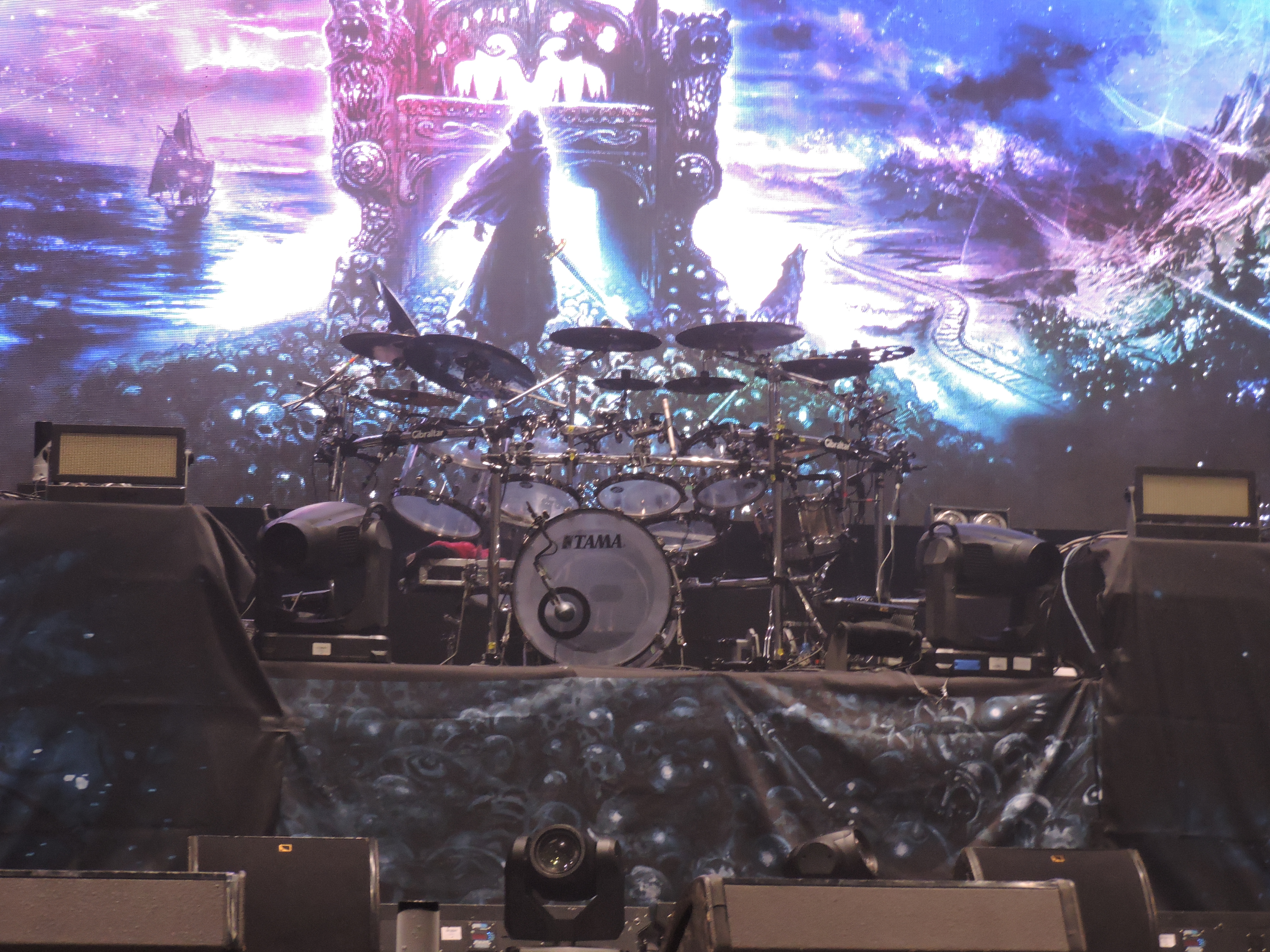
Александр Манякин из группы «Кипелов» предпочитает ударную установку Starclassic Mirage...

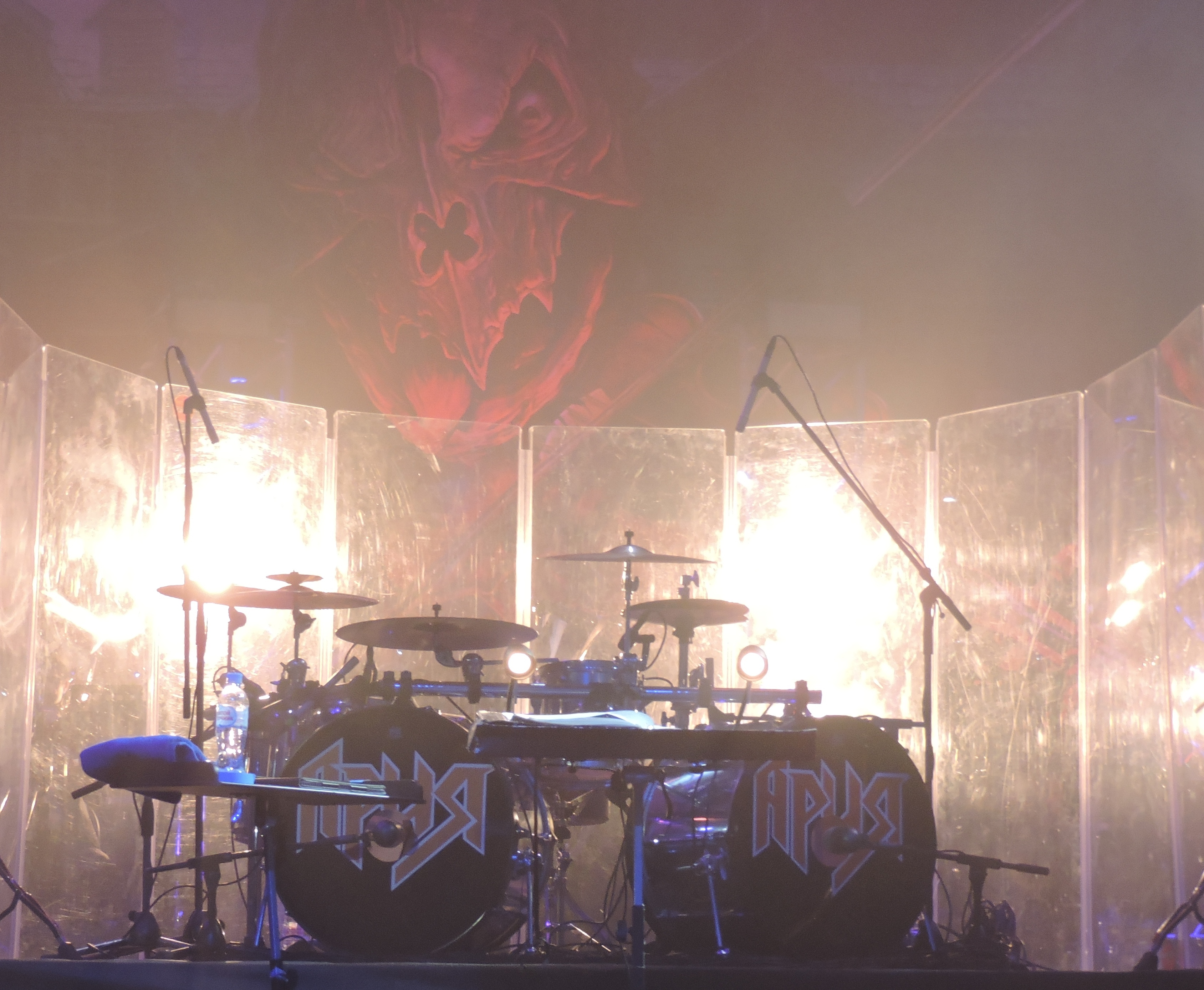
...а вот Максим Удалов — Artstar ES

- Imperialstar Билл Уорд (Black Sabbath)
- Starclassic Maple Ларс Ульрих (Metallica)
- Starclassic Maple Фрэнк Бирд (ZZ Top)
- Starclassic Performer Франческо Джовино (U.D.O.)
- Starclassic Maple Михаэль Фаст (Pretty Maids)
- Starclassic Maple Дэйв Ломбардо (Slayer)
- Starclassic Bubinga Фредерик Эмке (Blind Guardian)
- Starclassic Maple Франко Сеза (Celtic Frost)
- Superstar Джефф Нил (Boston)
- Starclassic Bubinga Чарли Бенанте (Anthrax)
- Starclassic Bubinga Лео Крэбтри (Prodigy)
- Starclassic Maple Юкка Невалайнен (Nightwish)
- Starclassic Maple Андерс Йоханссон (Hammerfall)
- Starworks Пол Мазуркевич (Cannibal Corpse)
- Starclassic Performer B/B Джереми Колсон (Стив Вэй)
- Starclassic Maple Стюарт Коупланд (ex-The Police)
- Starclassic Maple Роджер Тэйлор (Duran Duran)
- Starclassic Bubinga Пит Парада (The Offspring)
- Starclassic Performer B/B Густав Шефер (Tokio Hotel)
- Starclassic Bubinga & Maple Дэниэл Свенссон (In Flames)
- Superstar EFX Hyper-Drive Чарльз Стритер (Chaka Khan)
- Starclassic Bubinga Саймон Филлипс (ex-Toto)
- Starclassic Mirage Александр Манякин (Кипелов)
- Starclassic Bubinga Андрей Вдовиченко (Алиса)
- Starclassic Performer B/B Александр Щиголёв (Король и Шут)
- Starclassic Maple Сергей Сахно (Вопли Видоплясова)
- Artstar ES Максим Удалов (Ария)
- Starclassic B/B Павел Лохнин (Княzz)
- Imperialstar Алексей Мещеряков (Сплин)
- Starclassic Maple Скот Куган (ex-Lita Ford), (ex-Ace Frehley)
- Crystal Йошики Хаяши (X Japan)
- Granstar, Granstar II и Artstar II Дэйв Грол (Nirvana)